# Sandhoff-Krankheit
Die Sandhoff-Krankheit (auch Morbus Sandhoff, nach Konrad Sandhoff oder Sandhoff-Jatzkewitz-Krankheit) ist eine sehr seltene autosomal-rezessiv vererbte lysosomale Speicherkrankheit aus der Gruppe der Sphingolipidosen. Es handelt sich um eine progredient verlaufende neurodegenerative Erkrankung, bei der es zu einer Anreicherung von GM2-Gangliosiden speziell in den Nervenzellen kommt.

## Ätiologie und Prävalenz
Die Sandhoff-Krankheit wird durch eine Mutation des HEXB-Gens auf Chromosom 5 Genlocus verursacht. Dieses Gen codiert für die  β-Untereinheit der Enzyme Hexosaminidase A und B. Folglich sind bei einer Mutation beide Enzyme betroffen. Die Hexosaminidasen katalysieren in den Zellen den Abbau der GM2-Gangliosiden. Durch die eingeschränkte Enzymaktivität kommt es zu einer Anreicherung der GM2-Gangliosiden. Davon sind speziell die Nervenzellen betroffen.
Die Sandhoff-Krankheit wird autosomal-rezessiv vererbt. Im Unterschied zum Tay-Sachs-Syndrom sind beide Hexosaminidasen A und B betroffen; beim Tay-Sachs-Syndrom nur die Hexosaminidase A.
Die Prävalenz in Europa beträgt etwa 1:130.000.

## Symptome und Diagnose
Klinisch ist die Krankheit in ihren Symptomen fast nicht vom Tay-Sachs-Syndrom zu unterscheiden, außer dass die Ethnie nur eine sehr untergeordnete Rolle spielt. In den ersten drei bis sechs Lebensmonaten entwickeln sich die betroffenen Kinder zunächst normal. Danach zeigen sie – wie beim Tay-Sachs-Syndrom – Schreckreaktionen auf Schallreize, einen kirschroten Fleck auf der Makula und einen überdurchschnittlich großen Schädel (Makrozephalie), als Folge einer Gliose. Im weiteren Verlauf der Krankheit kommt es zur Erblindung. Der geistige und motorische Verfall sind progressiv.
Die reduzierte Aktivität der Hexosaminidasen A und B kann in Fibroblasten und Leukozyten sowie im Serum nachgewiesen werden. Eine DNA-Analyse ist möglich, aber meist nicht notwendig. Im Urin ist der Gehalt an Oligosacchariden stark erhöht.

## Therapie und Prognose
Es gibt keine kausale Therapie für die Behandlung der Sandhoff-Krankheit. Die Behandlung erfolgt meist symptomatisch. Einige Therapieansätze befinden sich noch in frühen Entwicklungsphasen.
Die Prognose ist infaust. Die betroffenen Kinder sterben meist im Alter von etwa zwei bis vier Jahren.

## Erstbeschreibung
Die Sandhoff-Krankheit wurde erstmals 1968 von dem deutschen Biochemiker Konrad Sandhoff beschrieben, der so zum Namensgeber dieser Krankheit wurde.

### Fachbücher
- J. Cervós-Navarro u. a.: Spezielle pathologische Anatomie. Verlag Springer, 1991, ISBN 3-540-52873-3, S. 333–340.
- B. Kirchhof u. a.: Diagnosen am Augenhintergrund. Georg Thieme Verlag, 2003, ISBN 3-13-125641-9, S. 99.

### Review-Artikel
- C. J. Hendriksz: Juvenile Sandhoff disease--nine new cases and a review of the literature. In: J Inherit Metab Dis 27, 2004, S. 241–249. PMID 15159655
- H. Schnorf: Adult form of GM2-gangliosidosis: a man and 2 sisters with hexosaminidase-A and -B deficiency (Sandhoff disease) and literature review. In: Schweiz Med Wochenschr 126, 1996, S. 757–764. PMID 8693300

### Fachartikel
- H. Jatzkewitz und K. Sandhoff: Sphingolipidspeicherkrankheiten als Beispiel einer molekularen Neuropathologie. In: European Archives of Psychiatry and Clinical Neuroscience 221, 1976, S. 213–225. doi:10.1007/BF00418481
- P. A. Bolhuis u. a.: Ganglioside storage, hexosaminidase lability, and urinary oligosaccharides in adult Sandhoff's disease. In: Neurology 37, 1987, S. 75–81. PMID 2948136
- M. A. McNally u. a.: Peripheral nervous system manifestations in a Sandhoff disease mouse model: nerve conduction, myelin structure, lipid analysis. In: J Negat Results Biomed 10, 2007, S. 6–8. PMID 17623103
- R. Wada u. a.: Microglial activation precedes acute neurodegeneration in Sandhoff disease and is suppressed by bone marrow transplantation. In: PNAS 97, 2000, S. 10954–10959. PMID 11005868
- R. M. Cantor u. a.: Sandhoff disease heterozygote detection: a component of population screening for Tay-Sachs disease carriers. II. Sandhoff disease gene frequencies in American Jewish and non-Jewish populations. In: Am J Hum Genet 41, 1987, S. 16–26. PMID 2955697